# Nikolényi István
Nikolényi István (Szeged, 1941. december 2. – 2014. április 3.) újságíró, dramaturg, színházigazgató.

## Életpályája
Nikolényi István és Kálmán Irén gyermekeként született. Egyetemi tanulmányait a József Attila Tudományegyetem Bölcsészettudományi Karának magyar–történelem szakán végezte 1960–1965 között. 1971–1974 között a Színház- és Filmművészeti Egyetem dramaturgia–színházelmélet szakának hallgatója volt, amit levelezőn végzett el.
Közben 1966–1987 között a Délmagyarország kulturális rovatvezetője volt. 1975–1977 között, illetve 1999-től a Szegedi Nemzeti Színház és a Szegedi Szabadtéri Játékok dramaturgja. 1965–1970 valamint 1985–1987 között a Tiszatáj művelődéspolitikai rovatvezetője volt. 1987–1999 között a Szegedi Szabadtéri Játékok igazgatója, 1989–1999 között pedig művészeti vezetője volt. 1989–1990 között a Csongrád Megyei Hírlap főszerkesztője volt. 1990–1991 között a Délvilág című napilapnál dolgozott, mint főszerkesztő. 1991–1996 között a Reggeli Délvilág, 1995–1996 között a Szegedi Napló, 1996-tól pedig a Páholy főszerkesztője. 1996–1999 között a Szegedi Nemzeti Színház igazgatója volt. 1990–2000 között a Magyar Művészeti Fesztiválok Szövetségének elnöke volt.

## Művei
- A Szegedi Nemzeti Színház 1883–1986 (1986)
- A Szegedi Szabadtéri Játékok kézikönyve I–II. (2000)